# Lithobates miadis
Lithobates miadis es una especie de anfibio anuro de la familia Ranidae.

## Distribución geográfica
Esta especie es endémica de las Islas del Maíz en Nicaragua.

## Ecología
El desarrollo del turismo en las Islas del Maíz es en gran parte responsable de la degradación del biotopo de esta especie.

## Publicación original
- Barbour & Loveridge, 1929 : Vertebrates from the Corn Islands: reptiles and amphibians. Bulletin of the Museum of Comparative Zoology, Cambridge, Massachusetts, vol. 69, p. 138-146[5]